# 東京都北区赤羽
『東京都北区赤羽』（とうきょうときたくあかばね）は、清野とおるによる日本のエッセイ漫画作品。携帯サイト『ケータイ★まんが王国』（Bbmfマガジン）連載。『漫画アクション』（双葉社）にて、続編『ウヒョッ! 東京都北区赤羽』を2013年9号から2017年12号まで連載した後、2018年21号から連載再開して2019年2号にて完結。これについても本項で扱う。

## 概要
漫画家の清野とおるが、スランプに陥り連載を失い板橋区の実家にいるのがいたたまれなくなったのを機に急遽引越し、1人暮らしをしている赤羽の珍名所を紹介する実録エッセイ漫画。累計発行部数20万部を発行。地元赤羽の本屋では『ONE PIECE』より売れているという。単行本には「この物語はノンフィクションであり、実在の人物・団体・事件などとかなり関係あります。訴えられたら負ける可能性大なので、なるべく訴えないでください」と記されており、作中の事柄はすべて実話とされている。
2012年、『ケータイまんが王国』を運営するBbmfマガジンの出版事業撤退により、『東京都北区赤羽』の連載が終了。2013年4月から双葉社の漫画アクションにて続編となる『ウヒョッ!東京都北区赤羽』を連載。2016年5月よりNHN comico運営の『comico PLUS』にて連載を開始した。清野本人によると、度重なる取材に伴う酒の飲みすぎで体調を崩してしまい、近いうちに連載を終了することを明らかにしている。Bbmfマガジン版『東京都北区赤羽』全8巻は絶版･入手困難につき、双葉社アクションコミックス『増補改訂版 東京都北区赤羽』全4巻として復刊された。
2015年1月期に本作をモチーフとしたドキュメンタリードラマ『山田孝之の東京都北区赤羽』として映像化された。

## 登場人物
清野とおる
この漫画の作者で主人公。板橋区出身のギャグ漫画家。賛否分かれるアクの強い作風ゆえに仕事がうまくいかず、2003年冬に「連載を失って実家にいるのが、いたたまれなくなった」という理由から実家のある東京都板橋区から隣町の東京都北区赤羽に引越し、一人暮らしを始める。東京の人以外あまり馴染みのない、そして東京の人でも誰もが知ってるというほどの知名度でもない「赤羽」という土地にスポットを当て、そこで出会った人たちや体験した出来事をエッセイ漫画『東京都北区赤羽』で発信している。
「ちから」のマスター
居酒屋「ちから」のマスター。本名・鈴木信仁。昭和36年東京生まれ。元AV男優であり6度の離婚歴を持つ。子供が6人、孫が2人いるが親権を全て前妻達に持って行かれている。2002年にフィリピン人女性と居酒屋「ちから」をオープンしたが常にやる気がない。不倫相手だった悦子ママと2007年7月7日に7回目の結婚をした。2007年末に酒の飲み過ぎで肝硬変になってしまい吐血して生死の境を彷徨う。直後の2008年2月17日に「ちから」は惜しくも閉店。退院後、上十条のアパートで悦子ママと隠居生活を送っている。
悦子ママ
「ちから」のマスターの仲良しママ。本名・鈴木悦子。昭和30年埼玉県生まれ。2003年秋に「ちから」のマスターと出会い意気投合、2007年7月にマスターと結婚した。
ペイティさん
清野が赤羽駅前で遭遇したアーティストの女性ホームレス。赤羽近辺で活動する異形のアウトサイダー・アーティストとして知られる。自作の歌を吹き込んだカセットテープや謎の芸術作品などを売り歩いて生計を立てている模様。股間には「女性器をモチーフにしたオブジェ」をぶら下げている。異様なオーラを放っており赤羽付近では結構有名らしい。どこからともなく出没して芸術活動や自作ソングを披露したりするが、歌詞も曲調も奇っ怪極まりないものに仕上がっており、まるで音楽の体を成してはいないが、一度聴いたら頭から離れないほどの中毒性を持ち、清野はその芸術性や発する言葉に感銘を受ける。他にも謎の絵画作品、怪文書、カセットテープ（1本100円）、女性用靴下、セロテープ、皮膚とおぼしき物などを清野にプレゼントしている。創作活動を続ける理由について「作品は命から湧いてくるもので創らないと気が狂いそうだから創る」と述べており、頭の中にも「創作様」という神様が存在しており「創作しなさい」と命令してくるからだという。それら異様な雰囲気に反して清野らと話す時は常に敬語で言葉づかいは美しい。また、英語がペラペラで、自作のメモなどにも英語が使われることもある。清野曰く「孤高の天才ホームレス」。しかし、現在は消息を絶っている模様。
ジョージさん
「ちから」の常連客。清野が「その筋の人ではないか」と疑うほど謎が多いサングラスをかけた強面のおじさん。色々なことをして生計を立てている模様。犬好き。苦手なものは辛いんだかしょっぱいんだか甘いんだかわからないメリハリない味の料理。弱い者いじめを極度に嫌う。
赤澤氏
清野と共に赤羽を研究している契約社員。無収入時代にパン屋のオーナーをヒモにしていたことがある一般人。同作者の作品である「ゴハンスキー」にも度々登場している。
マカロニのマスター
本名・萬羽三蔵。「ナイトレストラン・マカロニ」を50年以上営んでおり、他局のテレビ番組も多く訪れている。相撲好きで、高齢にも関わらず自転車を持ち上げて歩くことができる。
赤羽の母
「占い館クリスタル」を営んでいる女性。20代の時にカバン一つで四国から上京してきた。
ワニダさん
タイ料理居酒屋｢ワニダ｣のママ。客に対して歯に布着せぬ異様にテンションが高い会話している。2014年のクリスマスイブに｢ワニダ｣は閉店したが、引き続き｢ワニダ2｣を営業中。清野曰く「赤羽の核爆弾」。
押切蓮介
清野の盟友。漫画家仲間。東京都高円寺在住。
斉藤竜明
北海道生まれの路上ミュージシャン。「赤羽のポール・ポッツ」「赤羽のスーザン・ボイル」の異名をとる美声の持ち主。
鷹匠の大和田さん
鷹匠の資格を持つ男性。彼女募集中。
鉄道整備士の矢田さん
｢ちから｣の常連客。
水島師匠
｢ちから｣の常連客。水島新司を見たと言い張る。
ウロウロ男
下半身を露出しながら赤羽中をウロウロしている謎の男。幾度となくパトカーに連行されている。
元花売の赤いおじさん
全身が赤い謎の男性。1960年代から1999年まで赤羽の路上で花を売っていたが、2008年に逝去。

## 書誌情報
- 清野とおる『東京都北区赤羽』Bbmfマガジン〈GAコミックススペシャル〉全8巻
  1. 2009年6月16日発売、ISBN 978-4766334432
  2. 2009年9月16日発売、ISBN 978-4766334630
  3. 2010年1月16日発売、ISBN 978-4766334883
  4. 2010年4月24日発売、ISBN 978-4766335019
  5. 2010年9月16日発売、ISBN 978-4766335170
  6. 2011年3月16日発売、ISBN 978-4766335330
  7. 2011年9月16日発売、ISBN 978-4766335538
  8. 2012年4月28日発売、ISBN 978-4766335736
- 清野とおる『増補改訂版 東京都北区赤羽』双葉社〈アクションコミックス〉、全4巻
  1. 2014年12月27日発売[5]、ISBN 978-4-575-94437-2
  2. 2014年12月27日発売[6]、ISBN 978-4-575-94438-9
  3. 2015年1月9日発売[7]、ISBN 978-4-575-94439-6
  4. 2015年1月9日発売[8]、ISBN 978-4-575-94440-2
- 清野とおる『ウヒョッ!東京都北区赤羽』双葉社〈アクションコミックス〉、全6巻
  1. 2013年7月12日発売[9]、ISBN 978-4-575-94389-4
  2. 2013年11月28日発売[10]、ISBN 978-4-575-94398-6
  3. 2014年7月28日発売[11]、ISBN 978-4-575-94417-4
  4. 2015年1月28日発売[12]、ISBN 978-4-575-94441-9
  5. 2016年2月19日発売[13]、ISBN 978-4-575-94469-3
  6. 2019年10月28日発売[14]、ISBN 978-4-575-94559-1

## テレビドラマ
『山田孝之の東京都北区赤羽』（やまだたかゆきのとうきょうときたくあかばね）のタイトルでテレビドラマ化された。2015年1月10日から3月28日まで毎週土曜日0:52 - 1:23（金曜日深夜）に、テレビ東京系の「金曜25時」枠で放送された。本ドラマは一般的な漫画のドラマ化作品ではなく、原作漫画の愛読者である俳優・山田孝之がその舞台地の赤羽で2014年の夏を過ごした密着映像をドキュメンタリー風ドラマ（モキュメンタリー）にしたもので、彼の冠番組である。全12話。
2017年1月より放送された『山田孝之のカンヌ映画祭』は本作とは直接の関連はないもののスタッフはほぼ同じで、本作同様ドキュメンタリー風ドラマとして放映される。
なお本項目では日時表記を日本標準時で記載し、提出された出典内容や公式サイトで表示されている内容とは異なる。

### あらすじ
2014年夏。俳優・山田孝之はとある映画撮影で「自身とその配役との区切りが付かなくなる」というスランプに陥ってしまう。そんな時彼は漫画『ウヒョッ!東京都北区赤羽』と出会い、これに感銘を受ける。そして山田は自身と付き合いのある映画監督・山下敦弘を呼び出し、「赤羽に行けば本当の自分に出会える気がする」「俺は赤羽へ行くから、赤羽での自分を撮影してほしい」と依頼。山下はライバルであり盟友でもあるドキュメンタリー監督・松江哲明もスタッフに加える。山下によれば本作は「山田孝之の崩壊と再生を描く映像作品」としている。

### キャスト
詳細な人物説明は原作の登場人物を参照。本項ではドラマ独自の人物設定を記載。劇中で登場する人物はいずれも本人出演。
登場人物
- 山田孝之
- 綾野剛
- 大根仁
- やべきょうすけ
- 吉井和哉
- 清野とおる

赤羽の住人たち
- 「ちから」のマスターと悦子ママ
- ジョージさん
- 赤澤さん
- マカロニのマスター
- 赤羽の母
- ワニダさん
- 鷹匠の大和田さん
- 斉藤さん（斉藤竜明）

各話出演
- 第1話 - 佐藤宏、加藤正記、大石昭弘、仲野毅
- 第4話 - 椿かおり、SAYUKI、名越万理、村田唯、長﨑真友子

出演協力
- 第1話 - 小出俊雄
- 第2話 - 佐藤研一、佐藤富美子
- 第3話 - 駒橋直人
- 第5話 - 古屋太朗

### スタッフ
- 原案（原作） - 清野とおる『東京都北区赤羽』（アクションコミックス / 双葉社）『ウヒョッ! 東京都北区赤羽』（漫画アクション連載中 / 双葉社）
- 監督 - 山下敦弘、松江哲明
- 音楽 - 岩崎太整
- 構成 - 竹村武司
- オープニングテーマ - スチャダラパー「中庸平凡パンチ」（SPACE SHOWER MUSIC / ZENRYO RECORDS / Melody fair Inc.）[23]
- エンディングテーマ - 山田孝之「TOKYO NORTH SIDE」[24]
  - 作詞：山田孝之 / 作曲・編曲：吉井和哉
- 撮影 - 四宮秀俊
- 録音 - 根本飛鳥
- プロデュース - 太田勇
- プロデューサー - 清水啓太郎、山野晃
- ラインプロデューサー - 吉見拓真
- コンテンツプロデューサー - 大和健太郎、藤野慎也
- アシスタントプロデューサー - 中里友樹
- 制作 - テレビ東京、松竹撮影所
- 製作著作 - 「山田孝之の東京都北区赤羽」製作委員会

### 受賞
- 東京ドラマアウォード2015[25]
  - 演出賞（松江哲明・山下敦弘）

### 放送日程
| 各話   | 放送日  | サブタイトル                       |
| ------ | ------- | ---------------------------------- |
| 第1話  | 1月10日 | 山田孝之、芝居が止まる。           |
| 第2話  | 1月17日 | 山田孝之、赤羽を歩く。             |
| 第3話  | 1月24日 | 山田孝之、赤羽で暮らす。           |
| 第4話  | 1月31日 | 山田孝之、鷹になる。               |
| 第5話  | 2月07日 | 山田孝之、ザ・サイコロマンになる。 |
| 第6話  | 2月14日 | 山田孝之、歌う。                   |
| 第7話  | 2月21日 | 山田孝之、ケジメをつける。         |
| 第8話  | 2月28日 | 山田孝之、綾野剛と語る。           |
| 第9話  | 3月07日 | 山田孝之、UFOを揚げる。            |
| 第10話 | 3月14日 | 山田孝之、覚悟を問われる。         |
| 第11話 | 3月21日 | 山田孝之、桃太郎になる。           |
| 最終話 | 3月28日 | 山田孝之、赤羽を出る。             |
|        |         |                                    |

### ネット局
| 放送対象地域   | 放送局         | 系列           | 放送期間                | 放送日時                     | 備考            |
| -------------- | -------------- | -------------- | ----------------------- | ---------------------------- | --------------- |
| 関東広域圏     | テレビ東京     | テレビ東京系列 | 2015年1月10日 - 3月28日 | 土曜 0:52 - 1:23（金曜深夜） | 制作局          |
| 北海道         | テレビ北海道   | テレビ東京系列 | 2015年1月10日 - 3月28日 | 土曜 0:52 - 1:23（金曜深夜） | 同時ネット      |
| 大阪府         | テレビ大阪     | テレビ東京系列 | 2015年1月10日 - 3月28日 | 土曜 0:52 - 1:23（金曜深夜） | 同時ネット      |
| 福岡県         | TVQ九州放送    | テレビ東京系列 | 2015年1月10日 - 3月28日 | 土曜 0:52 - 1:23（金曜深夜） | 同時ネット      |
| 鹿児島県       | 南日本放送     | TBS系列        | 2015年1月27日 - 4月21日 | 火曜 0:05 - 0:35（月曜深夜） |                 |
| 奈良県         | 奈良テレビ     | 独立局         | 2015年1月27日 - 4月14日 | 火曜 1:00 - 1:30（月曜深夜） |                 |
| 山形県         | テレビユー山形 | TBS系列        | 2015年2月4日 - 4月29日  | 水曜 1:08 - 1:38（火曜深夜） |                 |
| 和歌山県       | テレビ和歌山   | 独立局         | 2015年2月13日 - 5月1日  | 金曜 0:35 - 1:05（木曜深夜） |                 |
| 石川県         | 北陸放送       | TBS系列        | 2015年4月3日 - 6月19日  | 金曜 1:28 - 1:58（木曜深夜） |                 |
| 鳥取県・島根県 | 山陰放送       | TBS系列        | 2015年4月4日 - 6月20日  | 土曜 1:25 - 1:55（金曜深夜） |                 |
| 愛知県         | テレビ愛知     | テレビ東京系列 | 2015年4月9日 - 7月2日   | 木曜 2:35 - 3:05（水曜深夜） | 最終日は2話連続 |
| 熊本県         | テレビくまもと | フジテレビ系列 | 2015年4月10日 - 6月26日 | 金曜 2:20 - 2:50（木曜深夜） |                 |
| 富山県         | 富山テレビ     | フジテレビ系列 | 2015年4月11日 - 6月27日 | 土曜 1:45 - 2:15（金曜深夜） |                 |
| 長野県         | 信越放送       | TBS系列        | 2015年5月27日 - 8月12日 | 水曜 1:13 - 1:43（火曜深夜） |                 |
| 静岡県         | 静岡放送       | TBS系列        | 2015年7月15日 - 9月30日 | 水曜 1:46 - 2:16（火曜深夜） |                 |
| 宮城県         | ミヤギテレビ   | 日本テレビ系列 | 2015年8月4日 - 10月20日 | 火曜 0:59 - 1:29（月曜深夜） |                 |

| テレビ東京系 金曜25時枠                           | テレビ東京系 金曜25時枠                                                 | テレビ東京系 金曜25時枠                                                        |
| 前番組                                            | 番組名                                                                  | 次番組                                                                         |
| ------------------------------------------------- | ----------------------------------------------------------------------- | ------------------------------------------------------------------------------ |
| 甲殻不動戦記 ロボサン （2014.10.18 - 2014.12.27） | 山田孝之の東京都北区赤羽 （2015.1.10 - 2015.3.28） 【ここまでドラマ枠】 | E-girlsを真面目に考える会議 （2015.4.11 - 2015.6.27） 【ここからバラエティ枠】 |